# (4873) Fukaya
(4873) Fukaya (1990 EC) – planetoida z pasa głównego asteroid okrążająca Słońce w ciągu 5,26 lat w średniej odległości 3,02 j.a. Odkryta 4 marca 1990 roku.